# Borsbeek boven Alles
Borsbeek boven Alles (BbA) is een Belgische lokale politieke partij in Borsbeek.

## Geschiedenis
De partij werd in juli 2006 opgericht als CD&V-scheurlijst door gemeenteraadsleden Dis Van Berckelaer, Ann Vereycken en Ludo Huybrechts. Ook Lies De Coster van VU&ID sloot aan. Lijsttrekker voor de gemeenteraadsverkiezingen van 2006 was Van Berckelaer. De partij overtuigde die stembusgang 20,06% van de kiezers, goed voor 5 zetels in de gemeenteraad. Verkozenen waren Johan Totté, Erik Huygh, Lies De Coster, Ludo Huybrechts en Ann Vereycken. (Van Berckelaer besloot niet te zetelen). Na lange onderhandelingen werd er een bestuursmeerderheid gevormd met CD&V, Groen en VLD. Voor BbA werd Johan Totté schepen en Eric Huygh voorzitter van de gemeenteraad. In maart 2008 werd Huygh in deze hoedanigheid opgevolgd door Ann Vereycken.
Bij de verkiezingen van 2012 was Van Berckelaer opnieuw lijsttrekker. De partij behaalde 15,23% van de stemmen, goed voor vier zetels. Na de verkiezingen werd een coalitie gevormde met Groen en N-VA. Van Berckelaer werd burgemeester en Joris Heirbaut schepen.
In juni 2018 besloot BbA de krachten te bundelen met CD&V en Groen. Hieruit ontstond Iedereen Borsbeek.